# Etheostoma flavum
 Etheostoma flavum és una espècie de peix de la família dels pèrcids i de l'ordre dels perciformes.

## Morfologia
Els mascles poden assolir els 7 cm de longitud total.

## Distribució geogràfica
Es troba a Nord-amèrica.